# Бовиле Ерника
Бовѝле Ѐрника (на италиански: Boville Ernica) е градче и община в Централна Италия, провинция Фрозиноне, регион Лацио. Разположено е на 450 m надморска височина. Населението на общината е 8898 души (към 2010 г.).